# Eparchia Segheneyti
Eparchia Segheneyti (łac. Eparchia Segheneitensis)  - eparchia Kościoła katolickiego obrządku erytrejskiego w Erytrei, z siedzibą w mieście Segeneiti w regionie południowym. 

## Historia
Została erygowana jako sufragania metropolitalnej archieparchii Addis Abeby 24 lutego 2012 r. konstytucją apostolską Cum visum sit papieża Benedykta XVI. Eparchia powstała poprzez wyłączenie z terytorium eparchii Asmary. 
Patronem eparchii jest święty Justyn de Jacobis.

## Biskupi
- Fikremariam Hagos Tsalim (od 24 lutego 2012)